# Astropulse

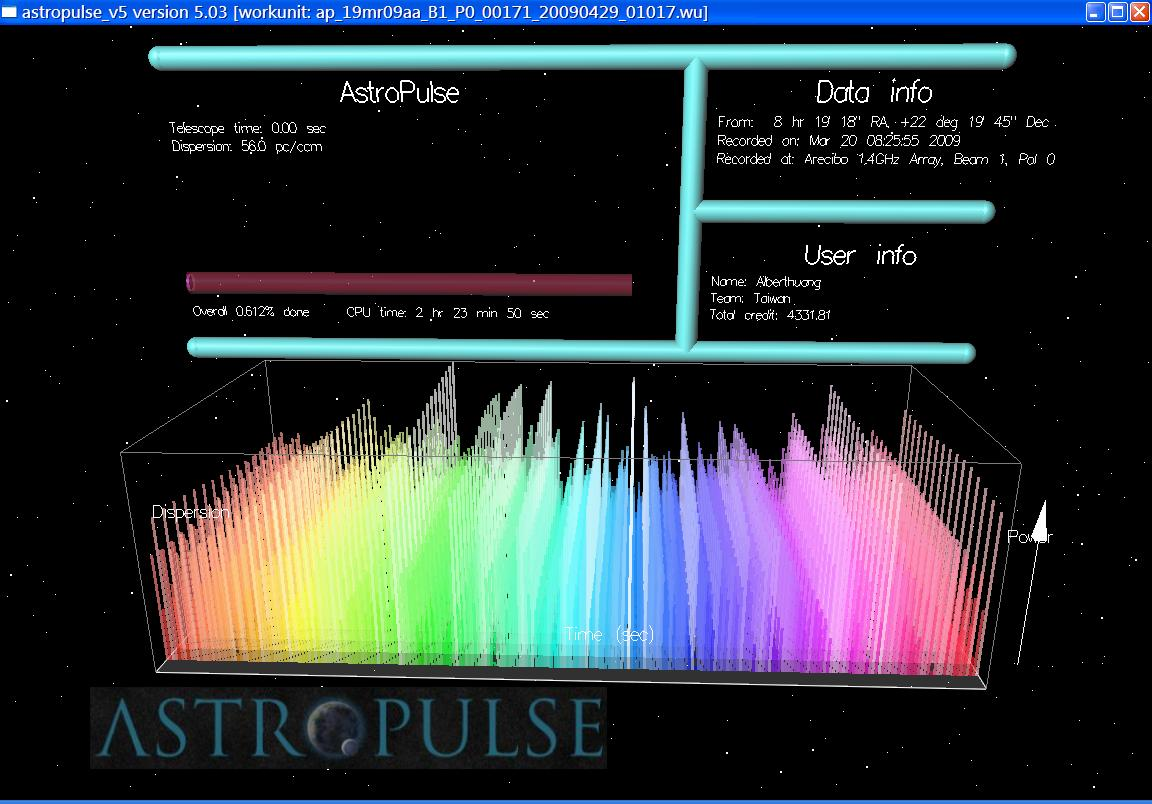
screen du logiciel

Astropulse est un logiciel de calcul distribué (grid computing en anglais), ayant pour objectif la détection des pulsars, des trous noirs et d'éventuels indices d'intelligence extraterrestre à partir des données collectées par le radiotélescope d'Arecibo. Le projet exploite la puissance du logiciel Berkeley Open Infrastructure Network Computing (BOINC) qui répartit les tâches vers la multitude d'ordinateurs associés, lesquels les exécutent en tâche de fond dans les moments de faible activité.

## Histoire
Astropulse a progressé pendant six ans en phase bêta avant d'être proposé au public en juillet 2008 via le projet SETI@home.
Il dispose maintenant de la capacité de calcul du projet SETI, soit 562 TeraFLOPS